# Сан-Жозе-да-Ламароза
Сан-Жозе-да-Ламароза (порт. São José da Lamarosa)  —  район (фрегезия) в Португалии,  входит в округ Сантарен. Является составной частью муниципалитета  Коруше. По старому административному делению входил в провинцию Рибатежу. Входит в экономико-статистический  субрегион Лезирия-ду-Тежу, который входит в Рибатежу. Население составляет 2017 человек на 2001 год. Занимает площадь 110,47 км².